# Genre policier

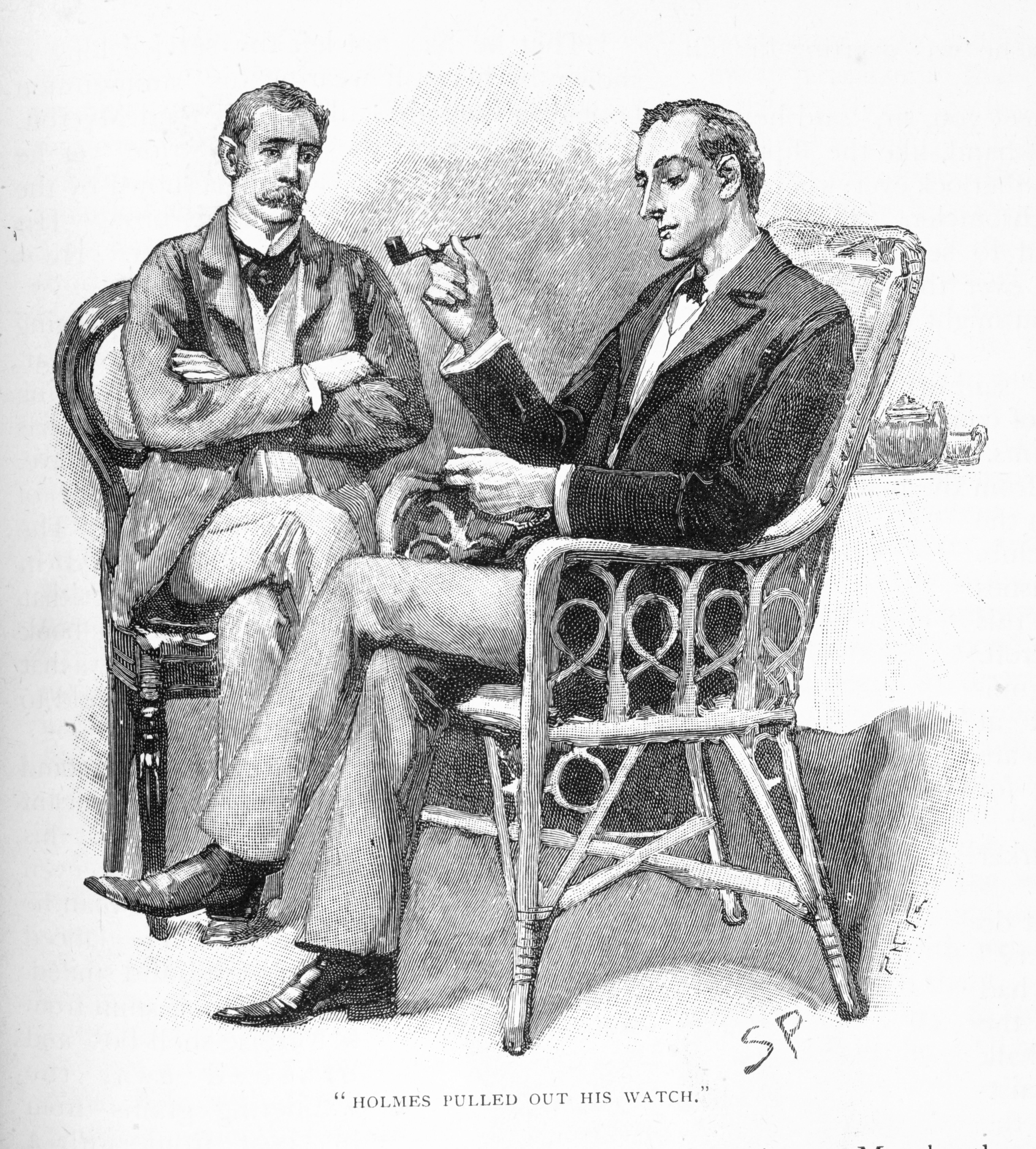
Sherlock Holmes (à droite) et le Dr Watson, personnages emblématiques ayant popularisé le genre policier

Le genre policier, ou polar, est un genre caractérisant certaines œuvres narratives et qui se distingue par sa mise en scène d'une énigme que le protagoniste tente de résoudre, souvent par une enquête de police. En ressortent notamment, en littérature le roman policier, au cinéma le film policier, à la télévision la série télévisée policière et en bande dessinée la bande dessinée policière.
Menée par un détective amateur ou professionnel, l'enquête concerne généralement un crime important tel qu'un meurtre par exemple. Il existe plusieurs sous-catégories dans le genre policier comme les whodunits, les drames juridiques, les romans noirs et les polars juridiques. Le suspense et le mystère sont les éléments-clés du genre.

## Histoire du polar
Le recueil du Moyen Âge Les Mille et Une Nuits contient le premier exemple connu du genre policier. L'histoire intitulée Les Trois Pommes narrée par Scheherazade en est, en effet, une parfaite illustration. Dans ce conte, un pêcheur trouve un imposant coffre fermé à clé au bord du Tigre et le vend au calife abbasside, Hâroun ar-Rachîd qui réussit à l'ouvrir pour y découvrir le corps d'une jeune femme coupée en morceaux. Hâroun demande à son vizir, Jafar ben Yahya d'élucider ce crime et de trouver le meurtrier dans les trois jours faute de quoi il sera exécuté. L'histoire est décrite comme un whodunit ou roman-mystère aux multiples retournements.
Le Marchand et le Voleur ainsi qu'Ali Khwaja , deux autres contes des Mille et Une Nuits, présentent deux des premiers détectives fictifs qui découvrent divers indices et preuves permettant de confondre un criminel déjà connu des lecteurs. Dans le dénouement de ce dernier, Ali Khwaja, le détective énonce les preuves d'experts judiciaires à la Cour. Le conte du bossu est un autre exemple de drame judiciaire présenté comme une comédie à suspense.
Le premier polar moderne connu est la nouvelle Mademoiselle de Scudéri écrite par E. T. A. Hoffmann en 1819. Ensuite, on peut citer  Richmond; Or, Scenes in the Life of a Bow Street Officer écrit en 1827 par Thomas Gaspey (en) ainsi que The Rector of Veilbye (en) du Danois Steen Steensen Blicher, publié en 1829.
Plus connues encore sont les œuvres d'Edgar Allan Poe. Son brillant et excentrique détective, le chevalier Auguste Dupin, un précurseur de Sherlock Holmes, apparaît dans les ouvrages tels que Double Assassinat dans la rue Morgue (1841), Le Mystère de Marie Roget (1842), et La Lettre volée (1844). Avec les aventures de Dupin, Poe fournit le cadre des histoires de détective classiques. Le compagnon sans nom du détective est le narrateur de ses aventures et un prototype du personnage du Dr Watson dans les histoires de Sherlock Holmes à venir.
Le roman épistolaire La Femme en blanc de Wilkie Collins a été publié en 1860, et La Pierre de lune, considéré comme son chef-d'œuvre date de 1868. L'ouvrage Monsieur Lecoq (1868) de l'auteur français Émile Gaboriau pose les fondations du détective méthodique et scientifique.
L'évolution des énigmes en chambre close a été une étape décisive dans l'histoire du polar. Le canon de Sherlock Holmes écrit par Conan Doyle a largement popularisé le genre policier. Dans la collection Les Habits noirs (1862-67), Paul Féval, l'un des précurseurs du genre, met en scène des détectives de Scotland Yard et les complots criminels sur lesquels ils travaillent. The Mystery of a Hansom Cab (en) (1886) de Fergus Hume qui se déroule à Melbourne, en Australie est le polar qui a été le plus vendu au XIXe siècle.
L'évolution de la presse écrite de masse au Royaume-Uni et aux États-Unis dans la deuxième moitié du XIXe siècle a été cruciale dans la popularisation des policiers et genres associés. Les magazines de variété tels que Strand, McClure's et Harper's sont rapidement venus se placer au centre de la structure du polar populaire dans la société, fournissant ainsi un médium produit en série afin de proposer des publications illustrées peu onéreuses et jetables.
À l'instar des travaux de nombreux auteurs de polar de l'époque — par exemple  Wilkie Collins et Charles Dickens — les aventures de Sherlock Holmes sont d'abord apparues sous forme d'épisodes dans le magazine mensuel Strand au Royaume-Uni. Ces épisodes ont rapidement attiré un large public passionné des deux côtés de l'Atlantique et, lorsque Conan Doyle a tué Sherlock Holmes dans Le Dernier Problème, la protestation du public a été si virulente et les offres pour les suites si attractives, que l'auteur n'a eu d'autre choix que de le ressusciter.
En Italie, les premières traductions de polars anglais ou américains étaient publiés avec des couvertures jaunes bon marché, d'où le surnom de « livres jaunes ». Le genre a été interdit par les fascistes durant la Seconde Guerre mondiale, mais est devenu très populaire après-guerre, essentiellement sous l'influence du hardboiled, sous-genre d'origine américaine. Un courant dominant d'auteurs italiens a ainsi émergé avec la création de romans post-modernes où l'on retrouve un personnage d'anti-détective avec ses imperfections, des énigmes non-résolues et des indices laissés à déchiffrer par le lecteur. Quelques auteurs célèbres en la matière : Leonardo Sciascia, Umberto Eco et Carlo Emilio Gadda.
En Espagne, The Nail and other Tales of Mystery and Crime de Pedro Antonio de Alarcón a été publié en 1853. Le polar, en Espagne, avait ses caractéristiques propres à la culture du pays. Les auteurs espagnols ont mis l'accent sur la corruption et l'incompétence de la police, dépeignant les autorités et les gens aisés de manière assez négative.
En Chine, le polar moderne a été développé dans les années 1890 sur la base des traductions d'œuvres étrangères. Cheng Xiaoqing, le grand maître du polar du XIXe siècle, a traduit Sherlock Holmes en chinois. À la fin des années 1910, il a commencé à écrire ses propres histoires de détective telles que Sherlock à Shanghai, avec Conan Doyle pour modèle mais adapté au public chinois. Pendant l'ère Mao, les polars étaient interdits, et se sont ensuite surtout portés sur la corruption et les conditions de vie difficiles lorsque Mao Zedong était au pouvoir (comme la révolution culturelle).

## Psychologie du polar
Le polar procure des impressions uniques permettant au lecteur de devenir le témoin privilégié d'un crime. Lire un policier est ressenti comme un exutoire, un moyen de faire face à ses problèmes. Des recherches scientifiques ont par exemple indiqué que les romans policiers pouvaient servir de "thérapie distrayante" et améliorer la santé mentale du public, en évitant la dépression.

## Catégories
- Fiction de détective : sous-catégorie du polar dans lequel un détective professionnel ou amateur enquête sur un crime, souvent un meurtre.
- Cosy mystery : sous-catégorie des romans de détective dans lesquels la grossièreté, le sexe et la violence sont minimisés et traités avec humour.
- le Whodunit : forme la plus commune des romans de détective, qui met en scène une intrigue complexe. Le lecteur y découvre des indices au fur et à mesure de l'histoire, lui permettant de démasquer le coupable avant que la solution ne soit révélée à la fin du livre.
- le roman policier historique : sous-catégorie du polar pour lequel un aspect historique s'ajoute à la scène de crime ou au crime lui-même.
- l'énigme en chambre close : forme particulière du roman policier dans lequel l'intrigue tourne autour d'un meurtre commis dans une pièce hermétiquement close, où personne n'a pu entrer ou sortir après le meurtre.
- les fictions hardboiled de l'école américaine : style qui fait un portrait cru et dépourvu de sensiblerie du sexe et de la violence ; l’enquêteur est généralement confronté au danger et se livre à la violence.
- le roman noir, issu du hardboiled américain et du roman gothique : navigue entre le roman d'énigme et le roman à suspense, en s'inscrivant dans une réalité sociale forte.
- le policier procédural :  sous-genre de fiction policière dans lequel le héros appartient aux forces de police, et qui a pour but de présenter leurs activités au cours des enquêtes d'investigation.
- le policier scientifique : sous-genre de fiction policière similaire au policier procédural, qui suit un médecin légiste dans l'analyse des preuves retrouvées sur le corps de la victime et sur la scène de crime afin de trouver le coupable. Ce genre a été initié par Patricia Cornwell.
- le policier juridique ou legal thriller (en) : les principaux protagonistes sont des avocats et leurs employés travaillant sur des affaires.
- le roman d'espionnage ou spy fiction (en): les protagonistes sont des espions appartenant généralement aux services de renseignement.
- le policier psychologique à suspense ou thriller psychologique : forme particulière de thriller dans lequel l'enquêteur doit résoudre également le conflit psychologique présenté.
- le policier humoristique, parodique ou satirique.
- le polar criminel : les personnages principaux sont mêlés à un crime, soit en tant qu'enquêteur, que coupable ou plus rarement en tant que victime.

### Auteurs anonymes
En ce qui concerne les romans policiers, les auteurs hésitent quelquefois à publier sous leur vrai nom et préfèrent généralement avoir recours à un pseudonyme.
Dans les années 1930 et 1940, le juge Arthur Alexander Gordon Clark (1900–1958) a publié une série de romans de détective sous le pseudonyme de Cyril Hare, dans lesquels il utilisait toutes ses connaissances du système pénal anglais. Lorsqu'il était jeune et encore inconnu, le romancier Julian Barnes a quant à lui publié quelques policiers sous le nom de "Dan Kavanagh". D'autres auteurs se sont amusés à chérir leur alter ego, comme pour Ruth Rendell (1930–2015) qui est à l'origine d'un style de roman sous le nom de Ruth Rendell et d'un autre sous le pseudonyme de Barbara Vine ; John Dickson Carr a utilisé le nom de plume de Carter Dickson et l'auteur Evan Hunter (déjà un pseudonyme) a écrit des romans policiers sous le nom d'Ed McBain.

## Disponibilité de romans policiers

### Qualité et disponibilité
Comme pour beaucoup de choses, la qualité des romans policiers n'a rien à voir avec la quantité des romans disponibles. Certains ouvrages considérés comme remarquables, y compris ceux figurant parmi les 100 meilleurs romans policiers jamais écrits (voir bibliographie), ont été épuisés dès leur première publication qui remonte souvent aux années 1920 ou 1930. La majorité des ouvrages que l'on trouve sur les étagères dans la catégorie "policier" sont des publications récentes n'excédant pas quelques années.

### Classiques et bestsellers
Par ailleurs, seuls très peu d'écrivains réussissent à atteindre le statut "d'ouvrages classiques" pour leurs publications. Est considéré comme classique, tout texte accueilli et reconnu universellement comme transcendant le cadre et le contexte. Agatha Christie en est un exemple populaire bien connu puisque ses textes, publiés à l'origine entre 1920 et 1976 (date de sa mort), sont encore aujourd'hui vendus au Royaume-Uni et aux États-Unis, ainsi que dans tous les pays anglophones et ailleurs. Ses livres, retraçant les aventures d'Hercule Poirot ou de Miss Marple, lui ont conféré le titre de "reine du crime" et lui ont assuré sa réputation d'être l'une des auteures les plus importantes et créatives du genre. Parmi ses œuvres les plus célèbres, on retrouve Le Crime de l'Orient-Express (1934), Mort sur le Nil (1937) et Dix Petits Nègres (1939), l'énigme la plus vendue au monde.
D'autres auteurs moins célèbres ont vu certaines de leurs œuvres réimprimées du fait de la grande popularité du genre policier à l'heure actuelle. C'est notamment le cas de Val McDermid, dont le premier ouvrage remonte à 1987.

### Reprises de classiques
De temps à autre, pour des raisons commerciales, les maisons d'édition décident de faire revivre des auteurs oubliés depuis longtemps et réimpriment un ou deux de leurs romans les plus célèbres. Hormis Penguin Books qui, pour l'occasion, ont ressorti leur vieille couverture verte et déterré quelques-uns de leurs anciens auteurs, Pan a commencé une collection intitulée Pan Classic Crime en 1999 qui incluait une série de romans de Eric Ambler ou le roman On recherche de l'américain Hillary Waugh.
En 2000, la maison d'édition Canongate Books (en) basée à Édimbourg en Écosse a lancé une collection appelée Canongate Crime Classics comportant à la fois des romans d'énigme et des romans noirs autour de l'amnésie et de la folie. Néanmoins, les ouvrages édités par les petites maisons d'édition ne sont généralement pas stockés par les grands distributeurs ni vendus à l'étranger.
Quelquefois, les anciens romans policiers sont ramenés à la vie par les scénaristes et réalisateurs plutôt que par les maisons d'édition. Dans ce cas, les éditeurs embrayent avec une suite qui encouragent le public à lire le livre puis voir le film ou vice-versa. On peut citer par exemple Monsieur Ripley de Patricia Highsmith (publié à l'origine en 1955), Sliver (en) d'Ira Levin (1991) adapté à l'écran en 1993 avec Sharon Stone et William Baldwin ou American Psycho de Bret Easton Ellis. La société Bloomsbury Publishing a lancé la collection Bloomsbury Film Classics, une série de romans qui ont servi de base à des réalisations filmographiques. On y retrouve par exemple le roman The Wheel Spins d'Ethel Lina White (1936) qu'Alfred Hitchcock a adapté et réalisé Une femme disparaît en 1938 et Ces garçons qui venaient du Brésil (en) d'Ira Levin (1976) adapté au cinéma en 1978.